# Trường Cao đẳng Kinh tế – Kế hoạch Đà Nẵng
Trường Cao đẳng Kinh tế - Kế hoạch Đà Nẵng là một trường cao đẳng tại Đà Nẵng (2001), tiền thân là Trường Nghiệp vụ Kế hoạch II thành lập ngày 03/07/1976. 

## Lịch sử
Trường Nghiệp vụ Kế hoạch II được thành lập theo Quyết định số 251/QĐ-UBKHH ngày 03/07/1976 của Ủy ban Kế hoạch Nhà nước (sau này là Bộ Kế hoạch và Đầu tư) tại trụ sở 143 đường Nguyễn Lương Bằng, phường Hòa Khánh Bắc, quận Liên Chiểu, thành phố Đà Nẵng; Ban đầu để đào tạo cán bộ làm công tác kế hoạch hóa các tỉnh miền trung và Tây Nguyên.
Năm 1992, trường được đổi tên thành Trường Trung học Kế hoạch - Kinh doanh II.
Ngày 28 tháng 6 năm 2001, Trường Cao đẳng Kinh tế - Kế hoạch Đà Nẵng được thành lập trên cơ sở Trường Trung học Kế hoạch - Kinh doanh II theo Quyết định số 3858/QĐ-BGDĐT-TCCB của Bộ trưởng Bộ Giáo dục và Đào tạo; Trường đào tạo cán bộ kinh tế - kế hoạch đa ngành, đa lĩnh vực phục vụ phát triển kinh tế - xã hội khu vực miền Trung - Tây Nguyên và cả nước từ trung cấp đến thạc sĩ.
Sau sắp xếp tinh gọn, bộ máy chính phủ mới nhiệm kỳ của Quốc Hội khóa XV với sự hợp nhất của Bộ Kế hoạch và Đầu tư với Bộ Tài chính thành Bộ Tài chính, từ ngày 1/3/2025, Trường Cao đẳng Kinh tế Kế hoạch Đà Nẵng là trường công lập thuộc Bộ Tài Chính.

## Định hướng phát triển
Dự kiến quý IV, năm 2025 trường Cao đẳng Kinh tế Kế hoạch Đà Nẵng sẽ trở thành Phân hiệu Học viện Chính sách và Phát triển tại Đà Nẵng (thuộc Bộ Tài chính)

## Ban giám hiệu
- Phó Hiệu trưởng - Phụ trách trường từ 1/5/2024: TS. Nguyễn Cao Luận
- Phó hiệu trưởng: ThS. Nguyễn Trường Thành

## Các phòng, ban
- Phòng Tổ chức hành chính và Thanh tra
- Phòng Quản trị - Tài vụ
- Phòng Quản lý đào tạo
- Phòng Công tác chính trị và Quản lý học sinh, sinh viên
- Phòng Khảo thí và Bồi dưỡng cán bộ
- Phòng Tư vấn Tuyển sinh - Truyền thông và Quan hệ hợp tác

## Các khoa, bộ môn
- Khoa Kế hoạch - Quản trị
- Khoa Kế toán
- Khoa Tài chính - Ngân hàng
- Khoa Tin học - Ngoại ngữ
- Khoa Kinh tế cơ sở

## Quy mô, chương trình đào tạo
Hiện nay, quy mô đào tạo của trường là hơn 4000 sinh viên cao đẳng chính quy.
Trường đang đào tạo 08 ngành trình độ cao đẳng với 24 chuyên ngành đào tạo. Ngoài ra, nhà trường còn mở các lớp bồi dưỡng kế toán trưởng, kế toán đơn vị chủ đầu tư, văn thư lưu trữ, lớp quyết toán thuế, phối hợp với các Vụ, Viện của Bộ Kế hoạch và Đầu tư mở các lớp bồi dưỡng về đấu thầu, lập và đánh giá dự án đầu tư, đào tạo về tiếng Anh, Tin học cho xã hội. Có thể nói qua hơn 46 năm hoạt động nhà trường đã tạo được thương hiệu, có chỗ đứng vững chắc trên địa bàn miền Trung, Tây Nguyên. Kể từ khi được phép tuyển sinh đào tạo trình độ cao đẳng (năm 2002) cho đến nay, quy mô tuyển sinh không ngừng được mở rộng. Học sinh, sinh viên tốt nghiệp ra trường hàng năm trung bình 1.200 người, góp phần bổ sung đáng kể vào nguồn nhân lực cho xã hội.
Đại học: Liên kết với Trường Đại học Nha Trang, Trường Đại học Kinh tế Đà Nẵng, Trường Đại học Vinh đào tạo đại học liên thông chính quy:
- Kế toán
- Quản trị Kinh doanh
- Luật học
- Ngôn ngữ Anh

Cao đẳng: Năm 2025, trường tuyển sinh đào tạo các ngành:
- Quản trị khách sạn
- Quản trị Kinh doanh chuyên sâu về Quản trị Marketing, Quản trị doanh nghiệp, Quản trị kinh doanh du lịch lữ hành tour
- Kế toán chuyên sâu Kế toán tổng hợp và kế toán doanh nghiệp
- Tài chính Ngân hàng
- Tiếng Anh chuyên sâu về Tiếng anh thương mại, Tiếng Anh du lịch
- Công nghệ thông tin

## Viên chức, giảng viên
Nhà trường đã tập trung xây dựng đội ngũ giảng viên phát triển cả về số lượng và chất lượng, từ một trường trung học với 25 cán bộ, giảng viên và công nhân viên, đến nay, nhà trường có 133 viên chức trong đó viên chức hành chính là 53 người, giảng viên là 113 người, bao gồm: 05 Tiến sỹ, 106 Thạc sỹ, 21 đại học, 1 trung cấp y.
Nhà trường đã tập trung đầu tư xây dựng cơ sở vật chất tương đối hiện đại và đồng bộ, đáp ứng được yêu cầu ngày càng cao của giáo dục đại học. Đến nay, Trường tọa lạc trên diện tích 4,0 ha và đã xây dựng được diện tích chỗ học tập của sinh viên là 25.081m2, chỗ lưu trú và sinh hoạt của sinh viên là 9.896m2, khu làm việc và chỗ để xe cho cán bộ giảng viên là 3.786m2, nâng tổng diện tích chỗ học, làm việc và sinh hoạt là 38.763m2, 100% phòng học có máy chiếu Projector, 05 phòng Lab thực hành với 250 máy tính nối mạng, 06 phòng thực hành máy tính với 300 máy tính nối mạng.
Ngoài ra, trường có thư viện điện tử và phòng học đa năng 11 tầng với kinh phí 97.830 triệu đồng, diện tích sàn 11.930m2 đã đưa vào sử dụng. Thư viện có hơn 5.000 đầu sách, trên 100 giáo trình hệ cao đẳng lưu hành nội bộ, có phòng đọc 500 chỗ ngồi, các máy tính của Thư viện đã được kết nối internet.

## Nghiên cứu khoa học và HTQT
Trường Cao đẳng Kinh tế - Kế hoạch Đà Nẵng đã xem việc nghiên cứu khoa học là nhiệm vụ quan trọng và cần thiết trong công tác đào tạo của nhà trường, nhằm củng cố và nâng cao chất lượng đào tạo và thương hiệu của trường.
Trường đã hợp tác với Hiệp hội các trường Đại học - Cao đẳng Nhật Bản, Học viện Hồng Hà - Trung Quốc, Trường Đại học Kỹ thuật Triều Dương - Đài Loan, Cao đẳng Suseong - Hàn Quốc, Cao đẳng Dealim - Hàn Quốc để tiếp nhận sinh viên sang học tập với nhiều hình thức khác nhau.

## Cựu học sinh của trường
- TS. Lê Quang Hùng, nguyên sinh viên, nguyên Hiệu trưởng trường
- Phan Thị Xuân Nguyệt, Tổng Giám đốc Công ty Dệt May 29/3 Đà Nẵng
- Võ Xuân Ca, UVTV, Chủ tịch UBMTTQ Việt Nam tỉnh Quảng Nam
- Hà Phước Thiều, Phó Vụ trưởng cơ quan thường trực Ban Tuyên giáo Trung ương tại Đà Nẵng
- Nguyễn Trung Hải, Giám đốc Sở Nông nghiệp và PTNT tỉnh Kon Tum
- Phan Hồng, Giám đốc Sở Kế hoạch và Đầu tư tỉnh Ninh Thuận
- Nghiêm Minh Tiến, Chủ tịch Hiệp hội Sắn Việt Nam
- Nguyễn Thanh Đông, Tổng Giám đốc Công ty Dịch vụ Hàng không sân Bay Đà Nẵng
- Lê Văn Thị, Phó Bí thư, Chủ tịch UBND huyện Dak R'lấp

## Thành tích
- Huân chương Độc lập hạng III(2011)
- Huân chương Lao động hạng nhất (2006)
- Huân chương Lao động hạng nhì (2001)
- Huân chương Lao động hạng ba (1996)
- Bằng khen Chính phủ: 01 lần Cờ thi đua của Bộ Kế hoạch và Đầu tư (2005)
- Cờ thi đua của Chủ tịch UBND TP Đà Nẵng (20